# See Me in Shadow
«See Me In Shadows» es la quinta canción del álbum Lucidity de la banda Delain y el segundo sencillo de este.

## Canciones
| Pista | Título                                   | Tiempo |
| ----- | ---------------------------------------- | ------ |
| 1     | See Me In Shadow (Single version)        | 3:40   |
| 2     | Frozen (Acoustic version)                | 4:31   |
| 3     | Silhoutte of a Dancer (Acoustic version) | 4:13   |
| 4     | See Me In Shadow (Acoustic version)      | 3:38   |
| 5     | See Me In Shadow (Video)                 | 3:45   |

La versión sencillo del tema "See Me In Shadows" no cuenta con la participación de Liv Kristine, siendo sustituida su parte por la cantante de la banda.

## Video
El video muestra a Charlotte Wessels y a ningún otro miembro de la banda. Esta se pasea vestida de novia por los restos de lo que fue alguna vez su boda y por su mansión. Seguidamente empieza a correr por el bosque. Finalmente llega a un lago en el cual se introduce y ahí finaliza la secuencia. Según una trabajadora que hizo el video (que aparece en el making of), la historia es que Charlotte iba a casarse, pero por alguna razón dijo que no. En la parte que está en el ático ella está pensando en la razón por la que dijo no.